# David Hare (peintre)
Pour les articles homonymes, voir Hare et David Hare (homonymie).
David Hare, né le 10 mars 1917 à New York et mort le 21 décembre 1992 à Jackson (Wyoming), est un artiste peintre et sculpteur américain surréaliste.

## Biographie
En 1941, David Hare rencontre André Breton, réfugié à New York depuis le mois de juillet. Breton veut reformer un groupe surréaliste. Avec l'aide de Marcel Duchamp, il projette de fonder une revue. Comme la législation américaine ne lui permet pas d'en être le directeur à part entière, c'est David Hare qui devient le codirecteur de VV. Jacqueline Lamba se charge d'être l'interprète entre Hare et Breton qui connaît très mal l'anglais. Elle s'éprend de ce jeune artiste, disciple de Gurdjieff, qui admire sincèrement sa peinture et elle quitte Breton.
À partir de 1943, David Hare fréquente les peintres Robert Motherwell et Willem De Kooning. Il fait partie du mouvement appelé action painting.
En 1944, il voyage dans les réserves indiennes de l'Arizona, et devient proche des Amérindiens.
En 1947, il participe à l'Exposition internationale du surréalisme à Paris, en tant que sculpteur.
Il fut également lié à l'écrivain Charles Duits, à qui il fit découvrir les propriétés hallucinogènes du peyotl.

## Son œuvre
Dans ses premières œuvres, David Hare a recours à l'automatisme en parcourant une source chaude sur une surface sensible. Il se rapproche des brûlages de Raoul Ubac. Après son voyage en Arizona, il construit ses propres totems. Dans les années 60, David Hare revient à la peinture et explore le collage.

## Œuvres
- Chemical paintings, 1942
- Hidden fundamental, 1942, peinture reproduite en couverture du catalogue de l'exposition First papers of surrealism[2]
- L'Homme assoiffé, 1946, sculpture[3]

## Source bibliographique
- Adam Biro & René Passeron, Dictionnaire général du surréalisme et de ses environs, Office du Livre, Fribourg, Suisse & Presses universitaires de France, Paris, 1982, p. 199